# Mustafa Kemal Atatürk

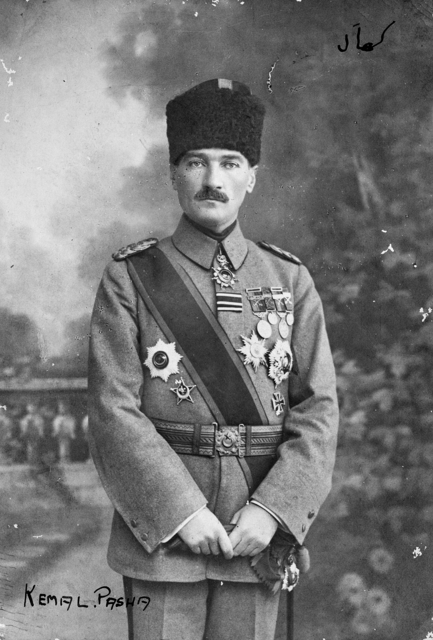
Mustafa Kemal Atatürk som befälhavare för armén 1918.

Mustafa Kemal Atatürk (född Mustafa; senare känd som Mustafa Kemal Pascha), född 19 maj 1881 i Selânik (nuvarande Thessaloniki) i Osmanska riket, död 10 november 1938 i Istanbul i Turkiet, var en turkisk fältmarskalk och revolutionär statsman. Han grundade det moderna Turkiet och var dess förste president från 29 oktober 1923 fram till sin död 1938. Han var ledare för Republikanska folkpartiet (CHP).

## Biografi

### Barn- och ungdomsår
Mustafa Kemal föddes den 19 maj 1881 i Selânik (nuvarande: Thessaloníki) i Osmanska riket. Han var son till tulltjänstemannen Ali Rıza Efendi och Zübeyde Hanım, dotter till Sofuzade Feyzullah Ağa. Redan i tidig ålder fick Mustafa börja i kvartersskolan Hafiz Mehmet. I enlighet med hans fars vilja bytte han senare till Semsi Efendi-skolan. Samma år, 1888, dog fadern. År 1893 började han i militärskola. I skolan kallade hans matematiklärare honom enligt uppgift Kemal ("fullkomlig"), vilket blev hans mellannamn. År 1899 började han militärhögskolan och 1902 gick han ut skolan som löjtnant. Därefter påbörjade han krigsakademin och 11 januari 1905 slutade han på skolan som major. Han fick aldrig några biologiska barn, men adopterade Sabiha Gökçen, Afet inan, Fikriye, Ülkü, Nebile, Rukiye, Zehra och Mustafa. Abdurrahim och Ihsan adopterades inte men Atatürk tog hand om dem.

### Militär karriär
Atatürk genomgick en del av sin militära utbildning vid Monastir Militärskola i staden Bitola (dåvarande Monastir), som ligger i dagens Nordmakedonien. Skolan var en av de främsta militära institutionerna inom det Osmanska riket vid den tiden. Atatürk studerade där mellan åren 1896 och 1899 och fick en gedigen utbildning i militär taktik, strategi och ledarskap. Denna period i Monastir hade en betydande inverkan på hans framtida militära och politiska karriär.
Kemal anslöt sig till den ungturkiska rörelsen och deltog i Tripoliskriget 1911-1912 och i Första Balkankriget 1912-1913. Under första världskriget tjänstgjorde han som överstelöjtnant och därefter som överste först på Dardanellerfronten. I augusti 1915 fick han kommandot på Anafortafronten och 1916 hade han som generalmajor befälet på Kaukasusfronten. I augusti 1918 var han chef för 7:e armén vid Syrienfronten. Efter kriget i maj 1919 var han verksam som generalinspektör för 3:e armén i Anatolien.

### Självständighetskriget
Som en av förlorarna i första världskriget tvingades osmanerna att år 1920 underteckna freden i Sèvres i Frankrike. Fördraget innebar bland annat att kustområden kring Smyrna (nuvarande Izmir) samt Thrakien tillföll Grekland och att kurdernas rättigheter till en självständig stat erkändes. De segrande länderna i Europa tog över kontrollen av det viktiga sundet Bosporen. Fördraget innebar vidare att det Osmanska imperiet skulle styckas upp och nya stater uppstå. Kemal ställde sig i spetsen för en nationell rörelse som inte accepterade fredsfördraget i Sèvres. Dess mål var att åstadkomma ett fritt och oavhängigt Turkiet. 
Kemal drog 1919 upp linjerna för det nationella programmet, och under sommaren utbredde sig den nationella rörelsen över hela Mindre Asien. Han upprättade en nationalförsamling i Ankara varifrån han ledde kriget mot Grekland. Sedan Smyrna återtagits 1922 kunde Kemal framtvinga den för Turkiet fördelaktiga freden i Lausanne 1923. Dessförinnan hade sultanatet avskaffats.

## President

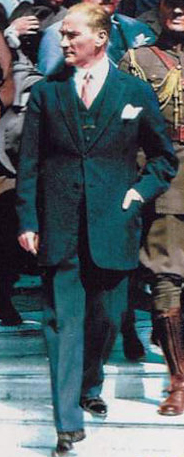
Atatürk i Istanbul

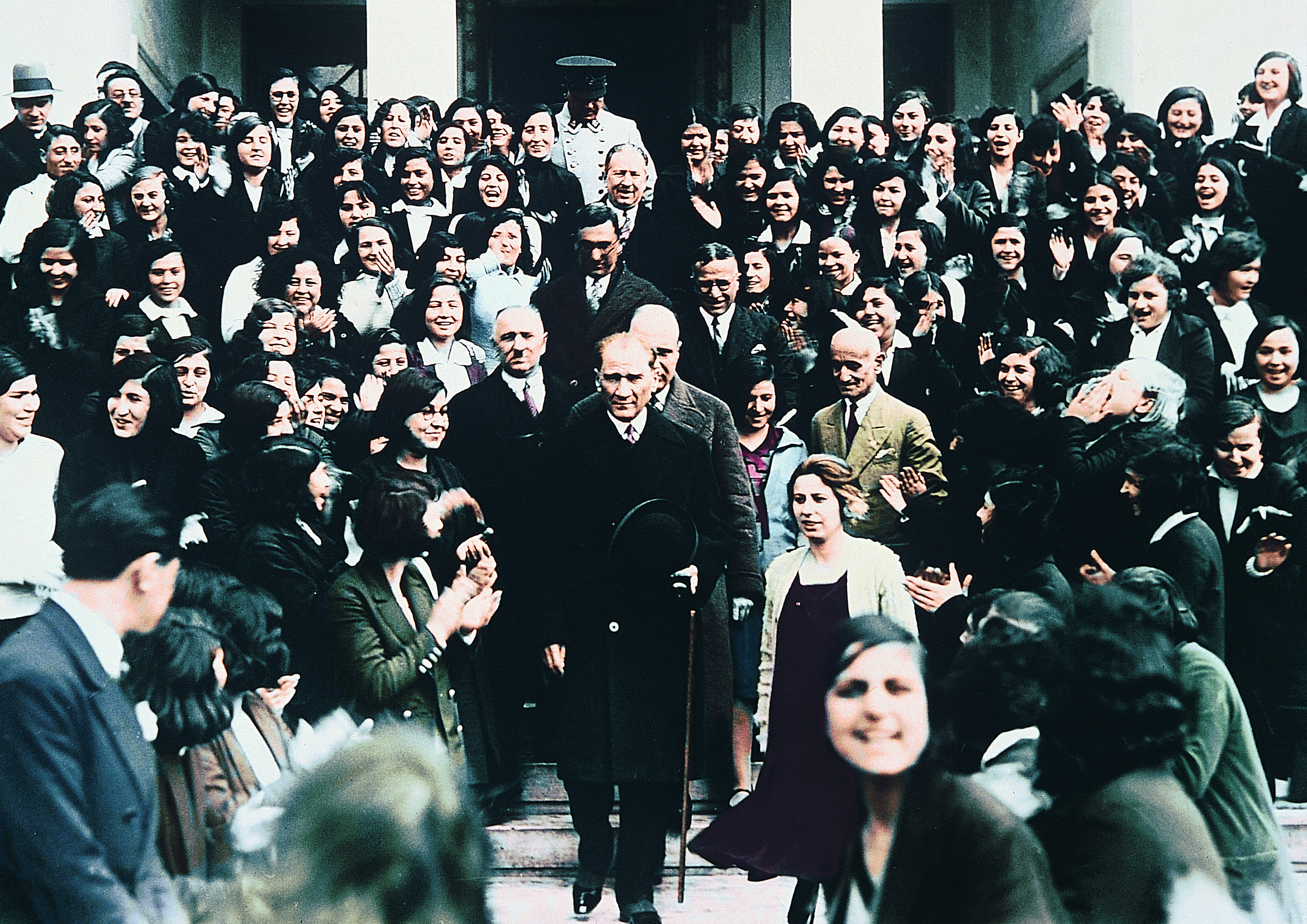
Atatürk besöker Izmir gymnasium för flickor (1 februari 1931)

Den 29 oktober 1923 (republikens nuvarande nationaldag) utropades republiken Turkiet med Kemal som president och med Ankara som huvudstad. Under hans ledning genomgick landet en enastående uppryckning och reformering i modern anda efter västerländsk förebild.
Genom ett dekret av den 3 mars 1924 avskaffade Kemal det islamiska kalifatet och samtidigt blev alla medlemmar av den gamla osmanska dynastin definitivt förvisade ur Turkiet.
Med stöd av det Republikanska folkpartiet som hade majoritet i parlamentet, gjorde Kemal till sitt mål att omdana landet till en modern europeiserad nationalstat. 20 april 1924 utfärdades en författning, som proklamerade ett republikanskt-demokratiskt statsskick. Han inledde även en planmässig sekularisering av landet och nedbrytning av hela den teokratiska samhällsordningen. Detta riktades i främsta rummet mot det muslimska prästerskapet. I stället för den då rådande muslimska kalendern infördes 1926 västerländsk tideräkning med användande av den gregorianska kalendern.
Efter ett kurdiskt uppror 1925 under lösen "för kalifatet mot den otrogna regeringen i Ankara" utfärdade han förbud mot att bära fez som en samhörighetssymbol för muslimer. Lagen om förbjudna kläder från 1934 förbjöd religionsbaserad klädsel för män i allmänhet.
En mot Kemals liv riktad sammansvärjning som avslöjades 1926 ledde till en räfst och en rad dödsdomar. Motståndet hejdade emellertid inte hans reformverksamhet. Samma år utfärdades en ny civillag, vilken automatiskt förde med sig polygamins avskaffande och monogamins införande samt kvinnans likställighet med mannen. Skolväsendet utbyggdes efter enhetsskolans principer. I samband med folkbildningens främjande infördes 1928 det latinska alfabetet. Genom förbättrade kommunikationer, rationalisering av jordbruket och industrin och en rad på statens initiativ grundade företag höjdes landets materiella resurser.
Inrikespolitiken behärskades sedan 1925 av ett enpartisystem. I själva verket avgjordes alla viktiga ärenden i Kemals kabinett.
En namnreform genomfördes 1934, där alla turkar ålades att anta ett efternamn. Namnet Atatürk ('turkarnas fader') erhöll Kemal själv som en hedersbevisning av nationalförsamlingen 1933.

### Död och begravning
Mustafa Kemal Atatürk avled kl. 09:05 10 november 1938 till följd av skrumplever. Han begravdes ursprungligen i Ankaras etnografiska museum. På dagen 15 år efter Atatürks död, 10 november 1953, förflyttades hans kvarlevor till det nyligen färdigbyggda mausoleet Anıtkabir i Ankara.

## Kemalism
Atatürks politiska ideologi kallas Kemalism eller Atatürkism och bygger på att separera Turkiet från traditionerna i det Osmanska riket för att bli ett mer västerländskt land. Den är fortfarande grunden för Turkiets styrelsesätt, även om den har frångåtts alltmer sedan 2002 då Rättvise- och utvecklingspartiets partiledare Recep Tayyip Erdoğan blev premiärminister.